# سير بن أبي بكر
سير بن أبي بكر (؟ - 507 هـ/1114م) هو قائد مرابطي قاد الجيوش التي قضت على ملوك الطوائف في الأندلس، وحارب خلالها المعتمد بن عباد أمير إشبيلية والمتوكل بن الأفطس أمير بطليوس، وتولَّى بعد سقوطهم حكم إشبيلية حتى وفاته.

## سيرته
عندما عاد أمير المرابطين يوسف بن تاشفين إلى المغرب عقب انتصاره في معركة الزلاقة، ترك جيوشه في الأندلس بعهدة سير بن أبي بكر حتى عودته، وظل سيرٌ مرابطاً إلى ذلك الحين في غرناطة. وقد قاد خلال هذه الفترة جيش المرابطين لشنِّ غارات عدَّة على مملكة قشتالة، فبعد بضعةٍ أيام من الراحة اتِّجه إلى أراضي ألفونسو وأعمل فيها النهب والسلب والقتل واستولى على العديد من الحصون وجنى الكثير من الغنائم. وقد أرسل إلى ابن تاشفين ينبؤه بإنجازاته، فطلب منه متابعة الفتح وتعيين والٍ على كل مدينة يفتحها، وأمره بعدم التعرُّض للمعتمد بن عباد - أمير إشبيلية - إلا بعد الاستيلاء على جميع دول الأندلس الأخرى.
في عام 484 هـ (1091م)، عبر سير بن أبي بكر مضيق جبل طارق إلى الأندلس على رأس جيوش المرابطين، بتكليفٍ من يوسف بن تاشفين للقضاء على دول ملوك الطوائف، حيث أمره بأن يطلب منهم الرحيل، فإن لم يفعلوا فليحاصرهم وليقاتلهم. قسَّم سيرٌ جيشه إلى أربعة فرق، وجَّه جيشاً بقيادة أبي عبد الله بن الحاجّ إلى قرطبة، وثانياً بقيادة جرور اللمتوني إلى رندة، وثالثاً بقيادة زكريا بن واسنو اتَّجه إلى المرية، وأما هو فقد ترأس الجيش الأخير متّجهاً إلى إشبيلية عاصمة المعتمد بن عبَّاد أقوى ملوك الطوائف، ومرَّ في طريقه بمدينة قرمونة التابعة للمعتمد ففتحها، وكذلك بياسة وأبدة وحصن البلاط والمدور والصخيرة وشقورة. وقد حاول المعتمد استدعاء كونت قشتالة غومز لمساعدته، إلا إنَّ سير بن أبي بكر أرسل إليه جيشاً بقيادة إبراهيم بن إسحاق اللمتوني هزم القشتاليين قرب حصن المدور.
سقطت إشبيلية عاصمة بني عبَّاد في منتصف شهر رجب عام 484 هـ بعد مقاومةٍ عنيفة، وقبض سيرٌ على المعتمد فأرسله أسيراً إلى مدينة أغمات بالمغرب بأمرٍ من ابن تاشفين. وشارك سير بن أبي بكر لاحقاً في استكمال ضمِّ دول ملوك الطوائف إلى المرابطين، ففتح في عام 504 هـ مدن بطليوس وشنترين ولشبونة ويابرة بعد تغلُّبه على المتوكل بن الأفطس. تولى سير بن أبي بكرٍ حكم إشبيلية بعد استيلائه عليها حتى وفاته، وكانت وفاته في عام 507 هـ بإشبيلية، ودُفِنَ بها.